# Bregninge Sogn (Svendborg Kommune)
 For alternative betydninger, se Bregninge Sogn. (Se også artikler, som begynder med Bregninge Sogn)
Bregninge Sogn er et sogn i Svendborg Provsti (Fyens Stift).
I 1800-tallet var Bregninge Sogn et selvstændigt pastorat. Det hørte til Sunds Herred i Svendborg Amt. Bregninge sognekommune gik inden kommunalreformen i 1970 ind i Tåsinge Kommune, som ved selve reformen blev indlemmet i Svendborg Kommune.
I Bregninge Sogn ligger Bregninge Kirke.
I sognet findes følgende autoriserede stednavne:
- Bjernemark (bebyggelse, ejerlav)
- Bratten (bebyggelse)
- Bregninge (bebyggelse, ejerlav)
- Bregninge Skov (areal, bebyggelse)
- Eskær (bebyggelse)
- Gammel Nyby (bebyggelse, ejerlav)
- Gyldenmose (bebyggelse)
- Iholm (areal)
- Kaldetmose (bebyggelse)
- Kidholm (areal)
- Knudsbølle (bebyggelse, ejerlav)
- Landmålerhus (bebyggelse)
- Ny Nyby (bebyggelse, ejerlav)
- Pederskov Huse (bebyggelse)
- Sundhøj (bebyggelse)
- Troense (bebyggelse, ejerlav)
- Valdemars Slot (ejerlav, landbrugsejendom)
- Vindeby (bebyggelse, ejerlav)
- Vindebyøre (bebyggelse)